# Katschberg
De Katschberg of Katschberghöhe is een 1641 meter hoge bergpas op de grens van de Oostenrijkse deelstaten Salzburg en Karinthië. De pas verbindt het Katschtal in Karinthië met de Lungau in het Salzburger Land. Het scheidt de Hohe Tauern in het westen van de Lavanttaler- of Gurktaler Alpen in het oosten.
De pas ligt op de oude verkeersroute Radstadt - Obertauern (Radstädter Tauern) - Lungau - Katschberg - Spittal an der Drau. Waarschijnlijk werd de Katschberg reeds in de tijd van de Romeinen gebruikt als pasovergang. In ieder geval wordt sinds 1764 aantoonbaar post over de pas getransporteerd.
In 1929 werd het eerste restaurant op de Katschberghöhe gebouwd. In 1956 veranderde dit restaurant van eigenaar en werd het tot een viersterrenhotel uitgebreid. Tegenwoordig staan er op de Katschberg talrijke hotels en vakantieappartementen, bedoeld voor het wintersporttoerisme dat zich in de loop der jaren hier heeft ontwikkeld.

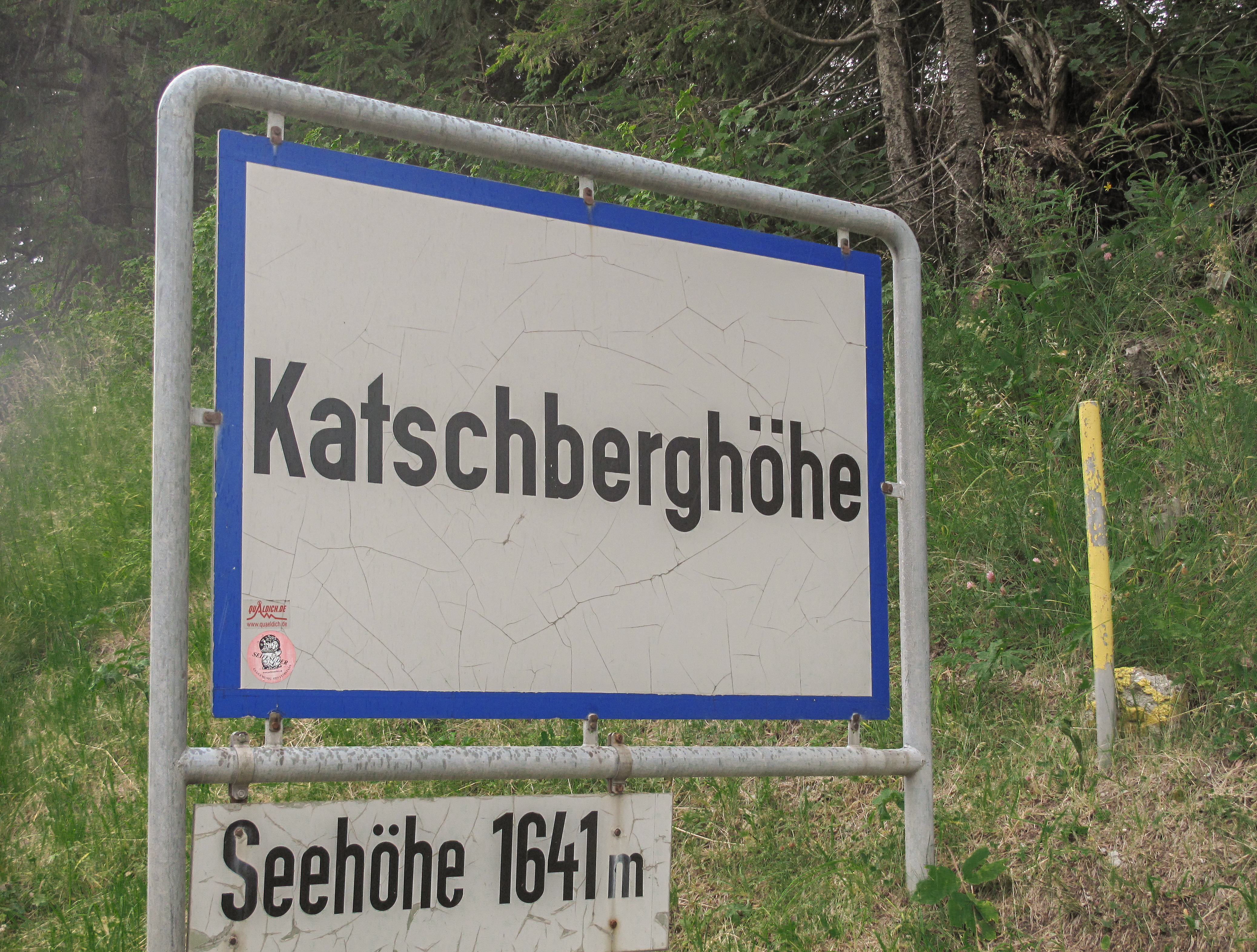
Katschberghöhe, bordje Katschberghöhe

Vanaf 1957 zijn namelijk een zestiental liften gebouwd en is zestig kilometer piste aangelegd op de flanken van de omliggende bergen.
De Katschberghöhe kan aan noordelijke zijde vanuit Sankt Michael im Lungau worden beklommen. De vijf kilometer lange weg kent daar een maximale stijging van 15%. Aan de zuidelijke zijde, waarbij vanuit Kremsbrücke via Rennweg am Katschberg over een afstand van twaalf kilometer 952 meter hoogteverschil moet worden overwonnen, bedraagt de maximale stijging 15%.De Katschberghöhe is voornamelijk van regionale betekenis. Het doorgaande verkeer maakt, om van Salzburg naar Karinthië te reizen of vice versa, veelal gebruik van de Tauern Autobahn, waarbij de Katschbergtunnel de Katschberg doorboort. 
Arlberg · Bielerhöhe · Brenner · Fern · Flexen · Gerlos · Großglockner · Hahntennjoch · Katschberg · Kühtai · Pfitscherjoch · Plöcken · Radstädter Tauern · Reschen · Seefeld · Sölk · Staller Sattel · Timmelsjoch · Triebener Tauern · Turracherhöhe · Zeinis